# Michal Řepík
Michal Řepík (* 31. Dezember 1988 in Vlašim, Tschechoslowakei) ist ein tschechischer Eishockeyspieler, der seit 2019 erneut beim HC Sparta Prag aus der Extraliga unter Vertrag steht.

## Karriere

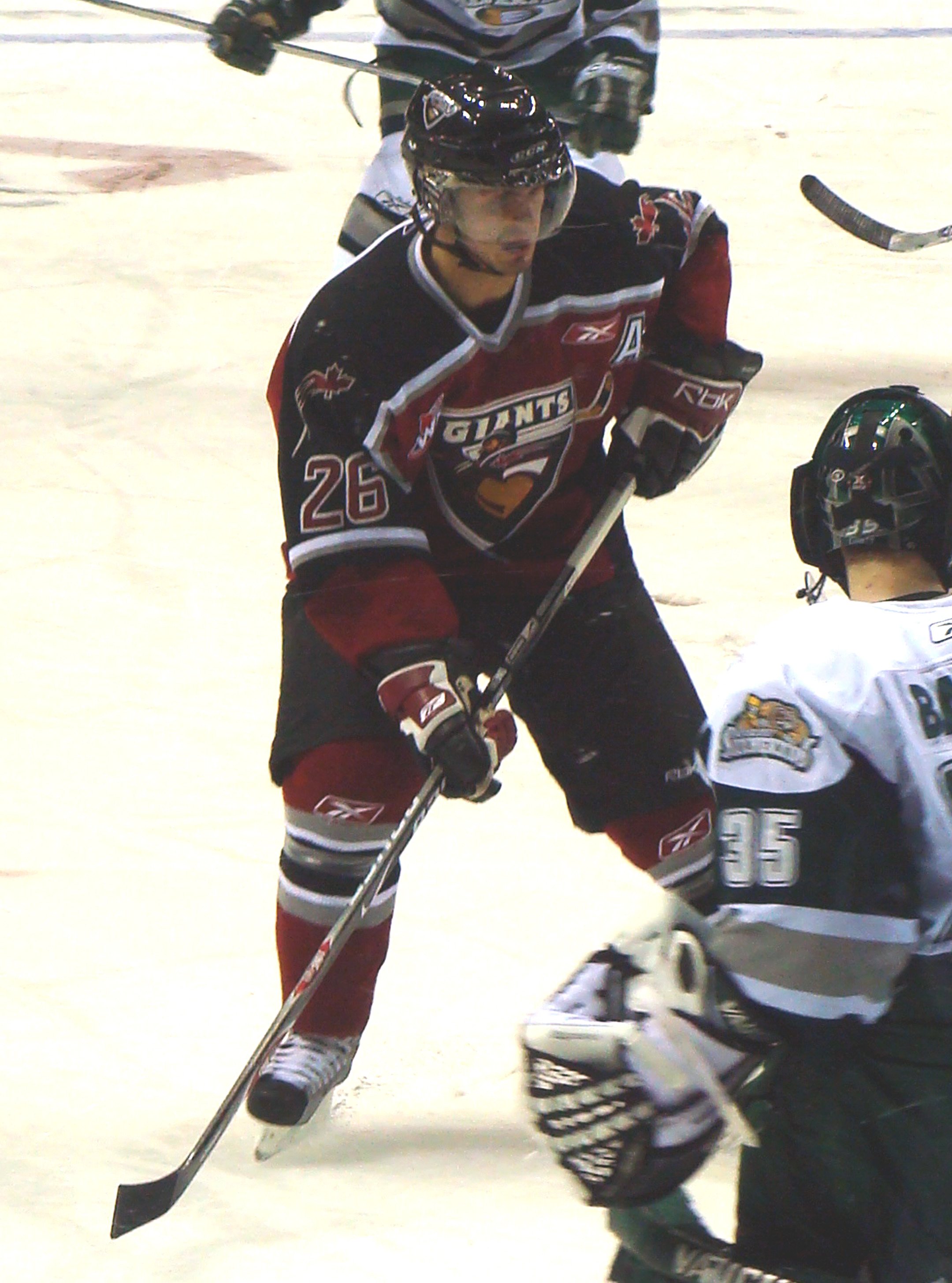
Michal Řepík im Trikot der Vancouver Giants

Michal Řepík begann seine Karriere als Eishockeyspieler in den Nachwuchsmannschaften des HC Sparta Prag, für die er bis 2005 in der U18- und U20-Extraliga auflief. Im Sommer 2005 entschied er sich zu einem Wechsel nach Nordamerika und wurde von den Vancouver Giants, die ihn beim CHL Import Draft 2005 in der ersten Runde an insgesamt 21. Position gezogen hatten, unter Vertrag genommen. Für die Giants ging er zwischen 2005 und 2008 in der Western Hockey League aufs Eis und gewann mit seinem Team 2006 den President’s Cup sowie im Folgejahr den Memorial Cup. In dieser Zeit wurde er zudem während des NHL Entry Draft 2007 in der zweiten Runde als insgesamt 40. Spieler von den Florida Panthers ausgewählt.
Die Rochester Americans, das Farmteam der Florida Panthers aus der American Hockey League, nahmen Řepík vor der Saison 2008/09 in ihren Kader auf. Sein Debüt in der National Hockey League für Florida gab der Tscheche am 8. Dezember 2008 gegen die Ottawa Senators. Den Großteil der Spielzeit verbrachte er jedoch in Rochester. Zudem wurde er im ersten Junior Draft der Kontinentalen Hockey-Liga in der zweiten Runde an 27. Stelle vom HK Sibir Nowosibirsk ausgewählt, die sich somit seine Transferrechte bei einem Wechsel in die KHL sicherten.
Im Mai 2012 wurde er vom neuen KHL-Teilnehmer HC Lev Prag verpflichtet und erreichte 2014 mit dem HC Lev das Play-off-Finale der KHL. Anschließend spielte er für die Pelicans Lahti in der finnischen Liiga, ehe er im Februar 2015 kurz vor den Play-offs der National League A vom EV Zug verpflichtet wurde.
In der Saison 2015/16 stand Řepík bei den Bílí Tygři Liberec in seiner tschechischen  Heimat unter Vertrag und gewann mit den Weißen Tigern 2016 die tschechische Meisterschaft, wobei er selbst mit zehn Toren bester Torschütze der Extraliga-Playoffs war. Die gezeigten Leistungen brachten ihm zum einen eine Berufung in die Nationalmannschaftskader für die Weltmeisterschaft 2016, andererseits einen Vertrag in der KHL, als er Ende Mai 2016 vom HK Traktor Tscheljabinsk verpflichtet wurde. Dort konnte sich Řepík jedoch nicht durchsetzen, absolvierte nur zwei Partien für den Klub und wurde im Oktober 2016 entlassen. Einen Monat später wurde er dann vom HC Sparta Prag verpflichtet, bei dem er zu seiner alten Form zurückfand.
Zwischen Sommer 2017 und Dezember 2018 stand Řepík beim Řepík HC Slovan Bratislava unter Vertrag, beendete die Saison 2017/18 jedoch erneut bei Sparta Prag, da Slovan die KHL-Playoffs verpasst hatte. Im Dezember 2018 wechselte er innerhalb der KHL zum HK Witjas, für den er bis Saisonende noch 23 Partien absolvierte. Am Saisonende wurde er für das KHL All-Star Game nominiert. Anschließend kehrte er in seine Heimat zu Sparta Prag zurück, wo er die Mannschaft als Kapitän auf das Eis führt.

### International
Für Tschechien nahm Řepík an der U20-Junioren-Weltmeisterschaft 2007 teil. Erst knapp zehn Jahre später debütierte er für die Herren-Nationalmannschaft während der Euro Hockey Tour 2014/15. Seine erste Herren-Weltmeisterschaft absolvierte er 2016 und erzielte dort vier Scorerpunkte in acht Spielen. Ein Jahr später, bei den Welttitelkämpfen 2017, erzielte er drei Tore und zwei Assists für die tschechische Auswahl. Auch 2018 und 2019 nahm er an den Weltmeisterschaften teil. Zudem vertrat er seine Farben bei den Olympischen Winterspielen in Pyeongchang 2018 und in Peking 2022.

## Erfolge und Auszeichnungen
| - 2006 President’s-Cup-Gewinn mit den Vancouver Giants - 2007 Teilnahme am CHL Top Prospects Game - 2007 Memorial-Cup-Gewinn mit den Vancouver Giants - 2007 Memorial Cup All-Star Team - 2007 Ed Chynoweth Trophy | - 2011 Teilnahme am AHL All-Star Classic - 2016 Tschechischer Meister mit den Bílí Tygři Liberec - 2019 Teilnahme am KHL All-Star Game - 2022 Tschechischer Vizemeister mit dem HC Sparta Prag - 2022 Zlatá helma (Goldener Helm) |

## Karrierestatistik
Stand: Ende der Saison 2023/24

### International
Vertrat Tschechien bei:
| - U20-Junioren-Weltmeisterschaft 2007 - Weltmeisterschaft 2016 - Weltmeisterschaft 2017 - Olympische Winterspiele 2018 | - Weltmeisterschaft 2018 - Weltmeisterschaft 2019 - Olympische Winterspiele 2022 |

(Legende zur Spielerstatistik: Sp oder GP = absolvierte Spiele; T oder G = erzielte Tore; V oder A = erzielte Assists; Pkt oder Pts = erzielte Scorerpunkte; SM oder PIM = erhaltene Strafminuten; +/− = Plus/Minus-Bilanz; PP = erzielte Überzahltore; SH = erzielte Unterzahltore; GW = erzielte Siegtore; 1 Play-downs/Relegation; Kursiv: Statistik nicht vollständig)